# Ricardo Calo
Ricardo Rodríguez Álvarez conocido como Calo (León, 12 de octubre de 1918 - 8 de mayo de 1980) fue un jugador y entrenador de fútbol. Hermano de los futbolistas César Rodríguez Álvarez y Severino Rodríguez Álvarez, y padre del también futbolista Alberto Rodríguez Ramos.

## Trayectoria
Jugó en la posición de defensa en el Fútbol Club Barcelona de 1944 a 1950, tiempo durante el cual jugó 84 partidos, marcó cuatro goles y ganó tres ligas. Su hermano César también jugó en el FC Barcelona como delantero.
Al acabar su contrato con el Barcelona jugó en el Zaragoza, en el Lérida y en el Cultural Leonesa, club de inicio de su carrera.

## Clubes

### Como jugador
| Club             | País   | Año         | Part | Goles |
| ---------------- | ------ | ----------- | ---- | ----- |
| Cultural Leonesa | España | 1942 - 1944 | 20   | 1     |
| FC Barcelona     | España | 1944 - 1950 | 34   | 0     |
| Real Zaragoza    | España | 1950 - 1953 | 55   | 1     |
| UE Lleida        | España | 1953 - 1955 | 45   | 0     |
| Cultural Leonesa | España | 1955 - 1959 | 22   | 0     |

### Como entrenador
| Club             | País   | Año         |
| ---------------- | ------ | ----------- |
| Cultural Leonesa | España | 1957 - 1958 |

## Palmarés
| Título                | Club                  | Año  |
| --------------------- | --------------------- | ---- |
| Liga                  | Fútbol Club Barcelona | 1945 |
| Copa de Oro Argentina | Fútbol Club Barcelona | 1945 |
| Liga                  | Fútbol Club Barcelona | 1948 |
| Copa Eva Duarte       | Fútbol Club Barcelona | 1948 |
| Liga                  | Fútbol Club Barcelona | 1949 |
| Copa Latina           | Fútbol Club Barcelona | 1949 |